# Психичен процес
Психичните процеси, психичните функции и когнитивни процеси са термини често използвани взаимозаменяемо (макар че невинаги коректно, терминът когнитивен има специфична употреба – виж когнитивност и когнитивизъм), за да обозначат функции или процеси като възприятие, интроспекция, памет, творчество, въображение, концепция, убеждение, съждение, воля и емоция, с други думи всички неща, които можем да правим с ума си.
Само част от тях е познавателната способност – когнитивност (на английски: Cognition) – способността на обучаемия да разбира и открива смисъла от извършването на определени дейности като четене, преглед, наблюдение и др.“

### Психични явления
Външната проява на тези процеси са психичните явления. Тази външна проява може да бъде наблюдавана обективно и да се подлага на научни изследвания. Тоест, за тези изследвания се използват т. нар. Външно и вътрешно самосъзнание. Някои американски учени определят самосъзнанието като външно и вътрешно. Вътрешното – това са чувствата, емоциите на личността. Външното – това са изявите на личността, които другите могат да наблюдават и оценяват.

### Себеосъзнаване, себесъзнание
Себе-осъзнаването и себе-съзнанието, това са психични явления, присъщи на човешкия ум. Самосъзнанието като човешко качество е присъщо на развития разум.